# Myophonus glaucinus
Myophonus glaucinus là một loài chim trong họ Muscicapidae.